# 法蒂瑪 (1938年電影)
《法蒂瑪》是一部1938年上映的荷屬東印度（今印度尼西亞）電影，由約書亞·王和奧斯尼爾·王（Joshua dan Othniel Wong）執導，沙倫（Saeroen）編劇，並由魯姬亞（Roekiah）、拉登·莫赫達爾（Rd Mochtar）和E·T·埃芬迪（ET Effendi）主演，講述一對戀人被一個富裕青年介入的故事。電影跟隨此前大熱作品《月光曲》（Terang Boelan）的公式製作，並在荷屬東印度取得商業成功。印尼電影歷史學家米斯巴赫·尤薩·比蘭（Misbach Yusa Biran）稱此電影為自荷屬東印度電影業陷入停滯以來三部使其復興的電影之一。

## 劇情
法蒂瑪（Fatima，魯姬亞飾）與莫塔羅島（Motaro）貧窮漁夫的兒子伊德里斯（Idris，拉登·莫赫達爾飾）是一對情侶。一天，富裕青年阿利（Ali，E·T·埃芬迪飾）來到莫塔羅島，打算奪得法蒂瑪的芳心。但法蒂瑪不願意和阿利在一起，並將阿利送給她的禮物交給伊德里斯賣掉。法蒂瑪後來發現阿利是幫派領袖，警方也從他送給法蒂瑪的贓物戒指中找到他的行蹤。

## 製作
1937年，阿爾貝特·巴林克（Albert Balink）執導的《月光曲》在荷屬東印度電影業陷入停滯時取得成功，使陳坤耀（Tan Khoen Yauw）、陳坤顯（Tan Khoen Hian）兄弟重新成立陳氏影業。《法蒂瑪》是陳氏影業重新成立後的首部作品，陳氏兄弟邀請約書亞·王和奧斯尼爾·王兄弟負責執導和處理陳氏影業的日常事務。王氏兄弟曾是《月光曲》的攝影師，但因製作該電影的全荷屬東印度影片公司（Algemeen Nederlandsch Indisch Filmsyndicaat）關閉其劇情長片製作部門而失業。他們接受陳氏兄弟的邀請，並負責《法蒂瑪》的拍攝工作。
王氏兄弟率領大部份參演《月光曲》的演員以及部份幕後工作人員加入陳氏影業。而《月光曲》的編劇沙倫亦為《法蒂瑪》編劇，並沿用《月光曲》揉合愛情故事、音樂和美麗景色的製作模式。《月光曲》的主角魯姬亞、拉登·莫赫達爾和E·T·埃芬迪，以至配角如魯姬亞的丈夫卡托羅（Kartolo）亦有參演《法蒂瑪》。他們亦獲得比參演《月光曲》時更高的薪資，比如魯姬亞的片酬為每個月150荷屬東印度盾（Nederlands-Indische gulden），加上卡托羅所賺取的50盾，魯姬亞薪金為其以前所賺取之兩倍。
電影的配樂由甜爪哇（Lief Java）負責，並採用格朗章（Keroncong，一種受葡萄牙影響的傳統音樂）風格。電影的歌曲由魯姬亞、莫赫達爾、卡托羅、路易斯·科赫（Louis Koch）和安妮·蘭杜（Annie Landouw）演唱。

## 反響及影響
《法蒂瑪》在1938年4月24日上映，並由陳氏兄弟負責電影的市場推廣。該電影以7,000荷屬東印度盾的預算取得200,000盾票房收入的商業成功。《法蒂瑪》的大部份觀眾都是土著，但亦有荷裔觀眾。《巴達維亞新聞報》（Bataviaasch Nieuwsblad）的一篇評論認為，雖然該電影不能以歐洲標準衡量，但對魯姬亞的演技表示滿意，而荷屬東印度電影亦「在正確的道路上」。
陳氏兄弟對《法蒂瑪》的成功表示滿意，但王氏兄弟對其盈利所得的百分比不滿，認為他們所得的百分比過低。但他們仍繼續為陳氏兄弟工作至1940年為止，並在1948年一同創立另一家電影製作公司。而莫赫達爾和魯姬亞一直是陳氏影業的主要演員，直至1940年莫赫達爾因薪資糾紛離開陳氏影業為止。
印尼電影歷史學家米斯巴赫·尤薩·比蘭將此電影與《月光曲》和鄭丁春執導的《白茅》（Alang-Alang）合稱為三部使荷屬東印度電影業復興的電影。大部份荷屬東印度電影在1939年至1942年日本佔領荷屬東印度期間製作。
《法蒂瑪》可能已經散佚。美国视觉人类学家卡尔·G·海德（Karl G. Heider）認為所有在1950年前制作的印尼电影均已散失。不过，J·B·克里斯坦托（J.B. Kristanto）在《印尼电影目录》（Katalog Film Indonesia）中表示，印尼電影資料館收錄了幾部荷屬東印度电影，使之得以流傳。而比蘭則指出，有几部日本宣传电影藏於荷兰政府新闻处（Rijksvoorlichtingsdienst），並留存至今。

## 註解
1. ↑  原文：「 」

## 腳註
1. 1 2  Filmindonesia.or.id, Fatima.
2. ↑  Biran 2009，第174頁.
3. 1 2 3  Biran 2009，第175頁.
4. ↑  Biran 2009，第172–173頁.
5. ↑  Imanjaya 2006，第111頁.
6. 1 2  Bataviaasch Nieuwsblad 1938, Filmaankondiging Cinema.
7. 1 2  Biran 2009，第193頁.
8. ↑  Filmindonesia.or.id, Othniel Wong.
9. ↑  Biran 2009，第214頁.
10. ↑  Biran 2009，第182頁.
11. ↑  Biran 2009，第383–385頁.
12. ↑  Heider 1991，第14頁.
13. 1 2  Biran 2009，第351頁.

## 外部連結
- 互联网电影数据库（IMDb）上《法蒂瑪》的资料（英文）